# Cascadia

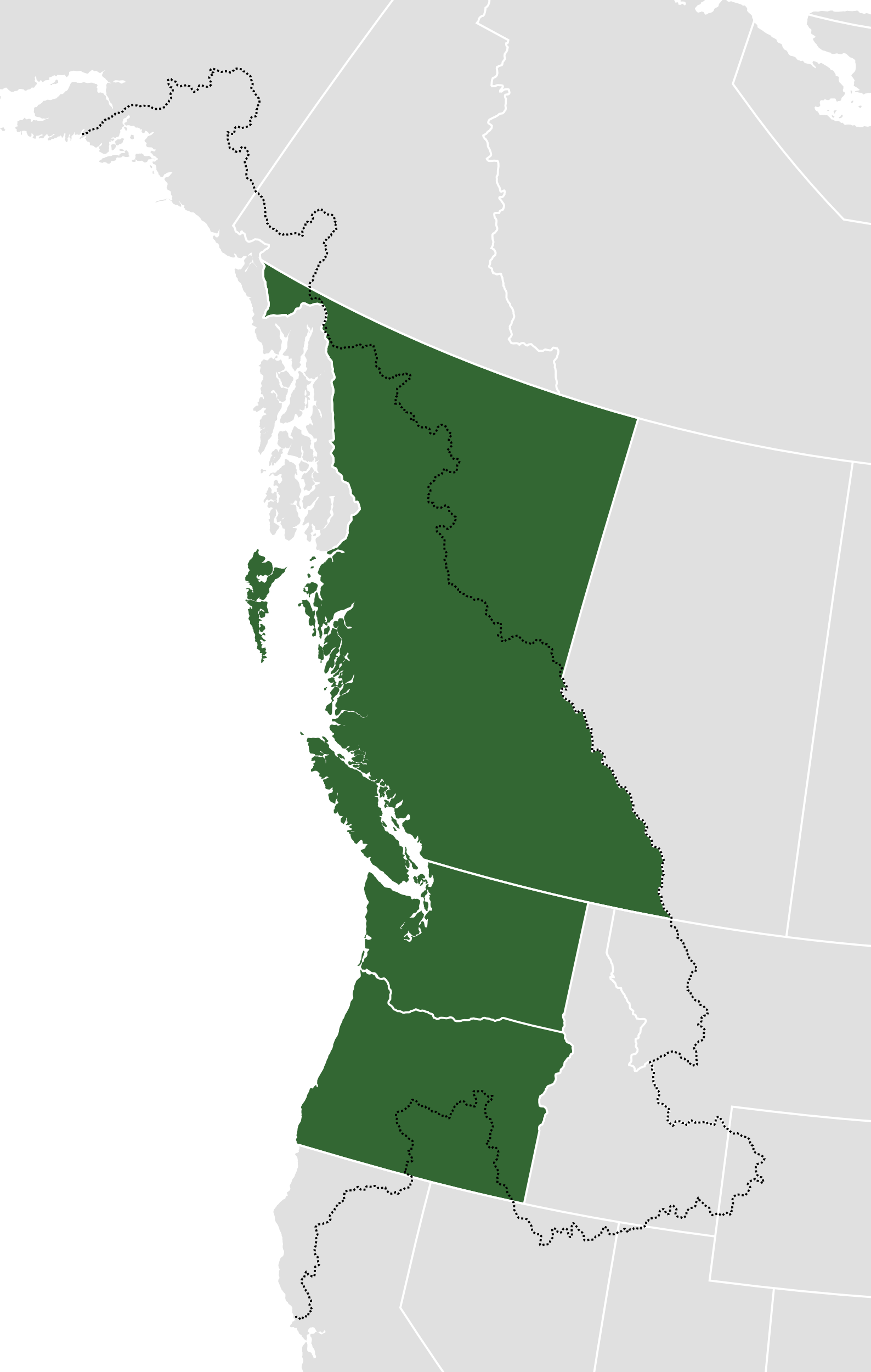
Extensión propuesta. El recinto sin relleno sólido verde corresponde a la biorregión.

Cascadia es el nombre propuesto por movimientos activistas que buscan la independencia de la biorregión Cascada, otorgándole el nombre que lleva la zona homónima de subducción entre la placa de Juan de Fuca y la placa del Pacífico.
Si bien en sus comienzos era un nombre de carácter estrictamente ecológico, con el pasar de los años pasó a cobrar un sentido biorregional de la mano de David McCloskey.

## Apoyo civil
El reclamo de los activistas biorregionalistas se basa en los aspectos ecológicos, culturales, económicos, geológicos, hidrológicos, y, en menor medida, históricos, que la biorregión de Cascadia posee, y que, según ellos, los representa mucho más que los límites geográficos impuestos por Canadá y Estados Unidos.
El apoyo regional en las zonas canadienses fue del 35,7 % en la Columbia Británica y del 42 % en Alberta según una encuesta realizada en 2005 por la revista canadiense Western Standard. Del lado estadounidense se realizó un estudio en el año 2021 que arrojó una fuerte respuesta afirmativa a la propuesta secesionista: un 66% de republicanos y un 50% de los independientes en la región del Pacífico, y un 47% de demócratas en la zona sur.